# Ophrys scolopax conradiae
Ophrys scolopax subsp. conradiae (Melki & Deschâtres) H.Baumann, Giotta, Künkele, R.Lorenz & Piccitto, 1995 è una pianta erbacea della famiglia delle Orchidacee.

## Etimologia
Il primo nome scientifico (scolopax = beccaccia) fa riferimento alla particolare forma del ginostemio. Il secondo nome specifico (conradiae) è in onore alla botanica corsa Marcelle Conrad (1897 - 1990).

## Descrizione
È un'orchidea terrestre alta al massimo 40 cm dal portamento slanciato. La forma biologica è geofita bulbosa (G bulb), ossia è una pianta perenne che porta le gemme in posizione sotterranea. Durante la stagione avversa non presenta organi aerei e le gemme si trovano in organi sotterranei chiamati bulbi o tuberi, strutture di riserva che annualmente producono nuovi fusti, foglie e fiori.

### Radici
Le radici sono fascicolate e secondarie da bulbo e consistono in sottili fibre radicali posizionate nella parte superiore dei bulbi.

### Fusto
- Parte ipogea: la parte sotterranea del fusto è composta da due tuberi bulbosi a forma ovoidale; il primo svolge delle importanti funzioni di alimentazione, mentre il secondo raccoglie materiali nutritizi di riserva per lo sviluppo della pianta che si formerà nell'anno venturo.
- Parte epigea: la parte aerea del fusto è breve, semplice ed eretta. Il colore è verde.

### Foglie
Le foglie sono poche e soprattutto radicali disposte a rosetta a forma ovato-lanceolata. Sulla pagina fogliare sono presenti delle nervature parallele disposte longitudinalmente (foglie di tipo parallelinervie). Possono essere presenti anche alcune foglie cauline. Queste sono progressivamente più ridotte e amplessicauli. Le foglie della rosetta basale al momento dell'antesi sono decidue.

### Infiorescenza
L'infiorescenza è “indefinita” (senza fiore apicale o politelica) del tipo spiciforme con pochi fiori (da 4 a 8) e ben spaziati. Questi ultimi sono posti alle ascelle di brattee a forma lineare-lanceolata con una scanalatura centrale (carenatura); queste brattee sono lunghe più dei fiori. I fiori inoltre sono resupinati, ruotati sottosopra; in questo caso il labello è volto in basso.

### Fiore
I fiori sono ermafroditi ed irregolarmente zigomorfi, pentaciclici (perigonio a 2 verticilli di tepali, 2 verticilli di stami (di cui uno solo fertile – essendo l'altro atrofizzato), 1 verticillo dello stilo)
- Formula fiorale: per queste piante viene indicata la seguente formula fiorale:

X, P 3+3, [A 1, G (3)], infero, capsula

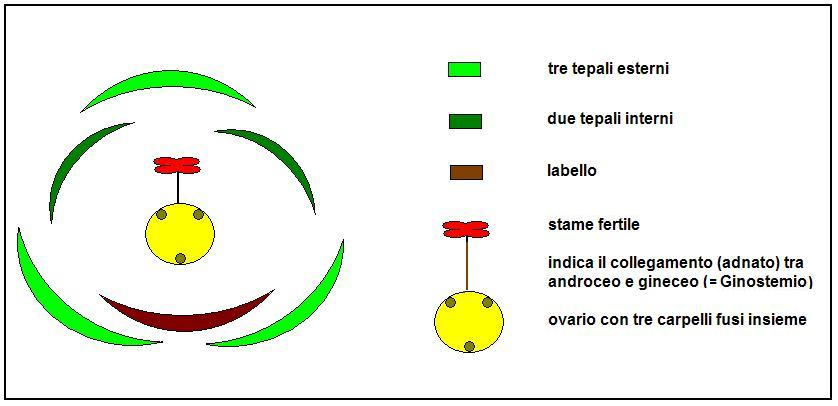
Diagramma fiorale

- Perigonio: il perigonio è composto da 2 verticilli con 3 tepali (o segmenti) ciascuno (3 interni e 3 esterni). I tepali esterni sono patenti a forma lanceolata; sono inoltre carenati. Quello mediano è più concavo e ricurvo in avanti. I due tepali interni (il terzo, quello centrale, chiamato labello, è molto diverso da tutti gli altri) sono più piccoli (metà o meno di quelli esterni) a forma allungata triangolare con bordi lievemente rialzati simili a dei lobi auricolati; questi tepali sono disposti in modo alternato a quelli esterni. Colore dei tepali: verde chiaro (quasi biancastro) con nervature più scure.
- Labello: il labello (la parte più vistosa del fiore) è rigonfio (ma ristretto verso l'apice – visto dorsalmente) e pubescente nella parte apicale. La forma è trilobata; in realtà i due lobi laterali a forma di “cornetti” (corti e conici) e pubescenti sono disposti in modo patente (sono arcuati in avanti) alla base del labello stesso; quest'ultima (la parte terminale) invece si completa con una protuberanza verdastra (apicolo). La macula centrale del labello (ricorda vagamente la lettera “H”) non è molto complessa; in realtà le macchie sono diverse e tutte contornate da linee chiare. In questa specie non è presente lo sperone, sono presenti invece delle lievi gibbosità basali in corrispondenza dei due lobi laterali.  Colore centrale del labello: bruno-rossiccio con macchie più chiare al centro contornate da linee biancastre.
- Ginostemio:  lo stame con le rispettive antere (in realtà si tratta di una sola antera fertile biloculare – a due logge) è concresciuto (o adnato) con lo stilo e lo stigma e forma una specie di organo colonnare chiamato "ginostemio"[5]. Quest'organo è posizionato all'interno-centro del fiore ed è di color verde. Il polline ha una consistenza gelatinosa; e si trova nelle due logge dell'antera, queste sono fornite di una ghiandola vischiosa (chiamata retinacolo). I pollinii sono inseriti su due retinacoli distinti tramite delle caudicole, mentre i retinacoli sono protetti da due borsicole[6]. L'ovario, sessile in posizione infera  è formato da tre carpelli fusi insieme[2].
- Fioritura: da maggio a giugno.

### Frutti
Il frutto è una capsula.  Al suo interno sono contenuti numerosi minutissimi semi piatti. Questi semi sono privi di endosperma e gli embrioni contenuti in essi sono poco differenziati in quanto formati da poche cellule. Queste piante vivono in stretta simbiosi con micorrize endotrofiche, questo significa che i semi possono svilupparsi solamente dopo essere infettati dalle spore di funghi micorrizici (infestazione di ife fungine). Questo meccanismo è necessario in quanto i semi da soli hanno poche sostanze di riserva per una germinazione in proprio.

## Biologia
La riproduzione di questa pianta può avvenire in due modi: 
- per via sessuata grazie all'impollinazione degli insetti pronubi; come per altre specie di Ophrys anche in questa l'impollinazione avviene tramite un ben definito maschio di imenottero del genere Andrena[8] che riconosce (o crede di riconoscere) nella figura disegnata sul labello una propria femmina e quindi tenta una copulazione col solo risultato di trasferire il polline da un individuo floreale all'altro. Anche il profumo (non sempre gradevole per noi umani) emesso dall'orchidea imita i ferormoni dell'insetto femmina per incitare ulteriormente l'insetto maschio all'accoppiamento.
Questo fiore è privo di nettare per cui a impollinazione avvenuta l'insetto non ottiene nessuna ricompensa; questa specie può quindi essere classificata tra i “fiori ingannevoli”[9].
- per via vegetativa in quanto uno dei due bulbi possiede la funzione vegetativa per cui può emettere gemme avventizie capaci di generare nuovi individui (l'altro bulbo generalmente è di riserva).

## Distribuzione e habitat
- Geoelemento: il tipo corologico (area di origine) è Sub-endemica.
- Distribuzione: è una pianta rara; in Italia si trova in Sardegna (e in Corsica) e anche nel Gargano.
- Habitat: l'habitat tipico di questa orchidea sono le macchie o i margini dei boschi, ma anche le radure boschive e bordi dei ruscelli, in zone a mezza ombra o soleggiate su substrato calcareo.
- Distribuzione altitudinale: sui rilievi queste piante si possono trovare da 800 fino a 1000 m s.l.m.; frequentano quindi i seguenti piani vegetazionali: collinare e in parte montano.

## Tassonomia

### Ibridi
Nell'elenco che segue sono indicati alcuni ibridi interspecifici:
- Ophrys ×vicina nothosubsp. corriasiana H.Baumann, Giotta, Künkele, R.Lorenz & Piccitt (1995) - Ibrido con O. holoserica subsp.  chestermanii.
- Ophrys ×minuticauda V.Gulli & M.P.Grasso (1997) - Ibrido con Ophrys apifera Huds..

### Sinonimi
Questa entità ha avuto nel tempo diverse nomenclature. L'elenco che segue indica alcuni tra i sinonimi più frequenti:
- Ophrys conradiae Melki &  Deschâtres, 1993 (basionimo)
- Ophrys scolopax subsp. sardoa H.Baumann, Giotta, Künkele, R.Lorenz & Piccitto

### Specie simili
Tutte le orchidee del genere Ophrys ad una prima occhiata sono molto simili tra di loro. L'elemento più distintivo è il disegno del labello. In questo caso sono molte le specie (e sottospecie) con una macula simile ad una H. Qui di seguito citiamo alcune (oltre naturalmente all'entità appartenenti al gruppo Ophrys scolopax): 
- Ophrys apifera Huds., 1762
- Ophrys araneola Rchb., 1831
- Ophrys incubacea Bianca ex Tod., 1842
- Ophrys passionis Sennen ex Devillers-Tersch. & Devillers, 1994
- Ophrys sphegodes Mill., 1768 (tutto il gruppo)

Per approfondire le diversità morfologiche tra le varie specie si vedano le relative voci di questa enciclopedia.
In Sardegna è stata descritta un'altra sottospecie: Ophrys scolopax subsp. sardoa H.Baumann, Giotta, Künkele, R.Lorenz & Piccitto; molto simile all'orchidea di questa voce ma con i fiori di dimensioni minori. Non tutti i botanici sono però concordi nel considerarla una sottospecie distinta, per il momento viene quindi considerata un sinonimo della subsp. conradiae.

## Conservazione
Come tutte le orchidee è una specie protetta e quindi ne è vietata la raccolta e il commercio ai sensi della Convenzione sul commercio internazionale delle specie minacciate di estinzione (CITES).